# Honda RVF 750
La Honda RVF 750 è una motocicletta da competizione prodotta da Honda a partire dal 1985 per gareggiare nei campionati Formula TT e Endurance.
Utilizza un motore V4 quattro tempi da 750 cm³ derivato dai modelli stradali VF e VFR, mentre il telaio perimetrale in alluminio è ispirato a quello della NSR 500 da gran premio.
Tra il 1985 e il 1993 la RVF 750 ha conquistato due Mondiali TT-F1 e quattro Mondiali Endurance; si è inoltre imposta per cinque volte alla 8 Ore di Suzuka e ha collezionato complessivamente sei vittorie al Tourist Trophy.

## Storia
La RVF 750 è una moto concepita secondo il regolamento di Formula TT, classe F1, all'epoca adottato sia nell'omonomimo campionato mondiale che nel Mondiale Endurance. Il campionato, ispirato alle gare americane per derivate di serie, prevedeva la massima libertà per telaio e sospensioni, mentre il motore era sottoposto a più stringenti limiti di elaborazione: in pratica erano prototipi spinti da motori simili alle loro controparti stradali.

Questa moto, realizzata da HRC, rappresenta un nuovo progetto concepito per sostituire la precedente RS750R che nel 1984 aveva conquistato entrambi i titoli iridati. Sfruttando la libertà regolamentare, i giapponesi scelgono per la RVF una ciclistica derivata dal motomondiale: infatti il telaio perimetrale in alluminio con doppio trave superiore è ispirato alla contemporanea NSR 500, da cui vengono ripresi anche freni e sospensioni. Inizialmente la moto aveva un forcellone classico, a doppio braccio, in lega leggera.

Il regolamento imponeva invece per il propulsore la derivazione da un'unità stradale, presente su una moto prodotta in almeno 1000 esemplari: come già avvenuto sulla RS750R, viene utilizzato il V4 da 748 cm³ proveniente dalla VF 750F. Questo motore, opportunamente modificato per le competizioni, riceve la distribuzione a ingranaggi, bielle e valvole in titanio, pistoni forgiati, carburatori maggiorati e un impianto di raffreddamento totalmente rivisto; così elaborato arriva ad erogare oltre 130 CV.
Il peso a secco della moto raggiunge i 152 kg in configurazione F1, mentre la variante Endurance fa segnare 160 kg a causa dell'impianto elettrico obbligatorio e della componentistica più votata all'affidabilità.

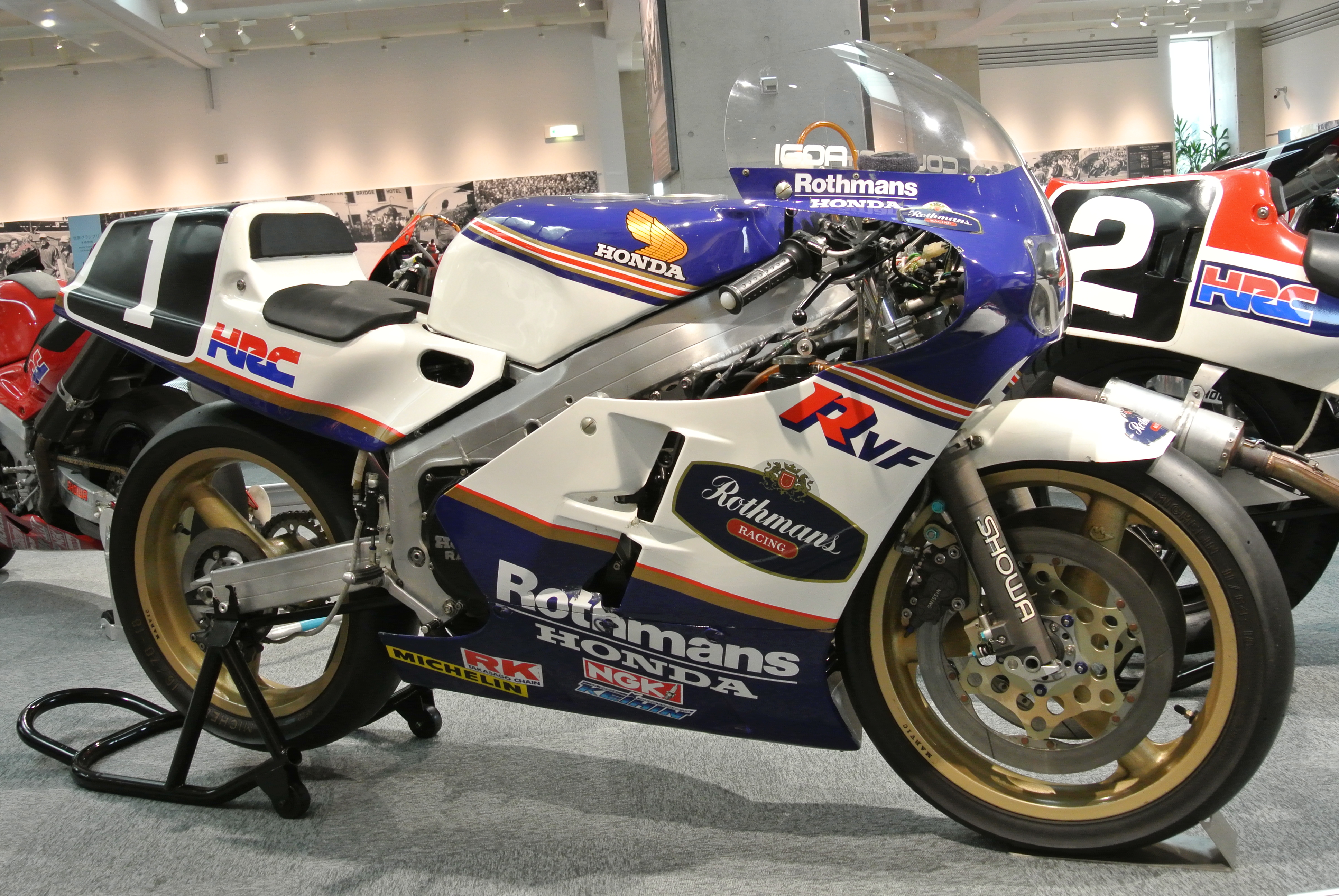
Honda RVF del 1985

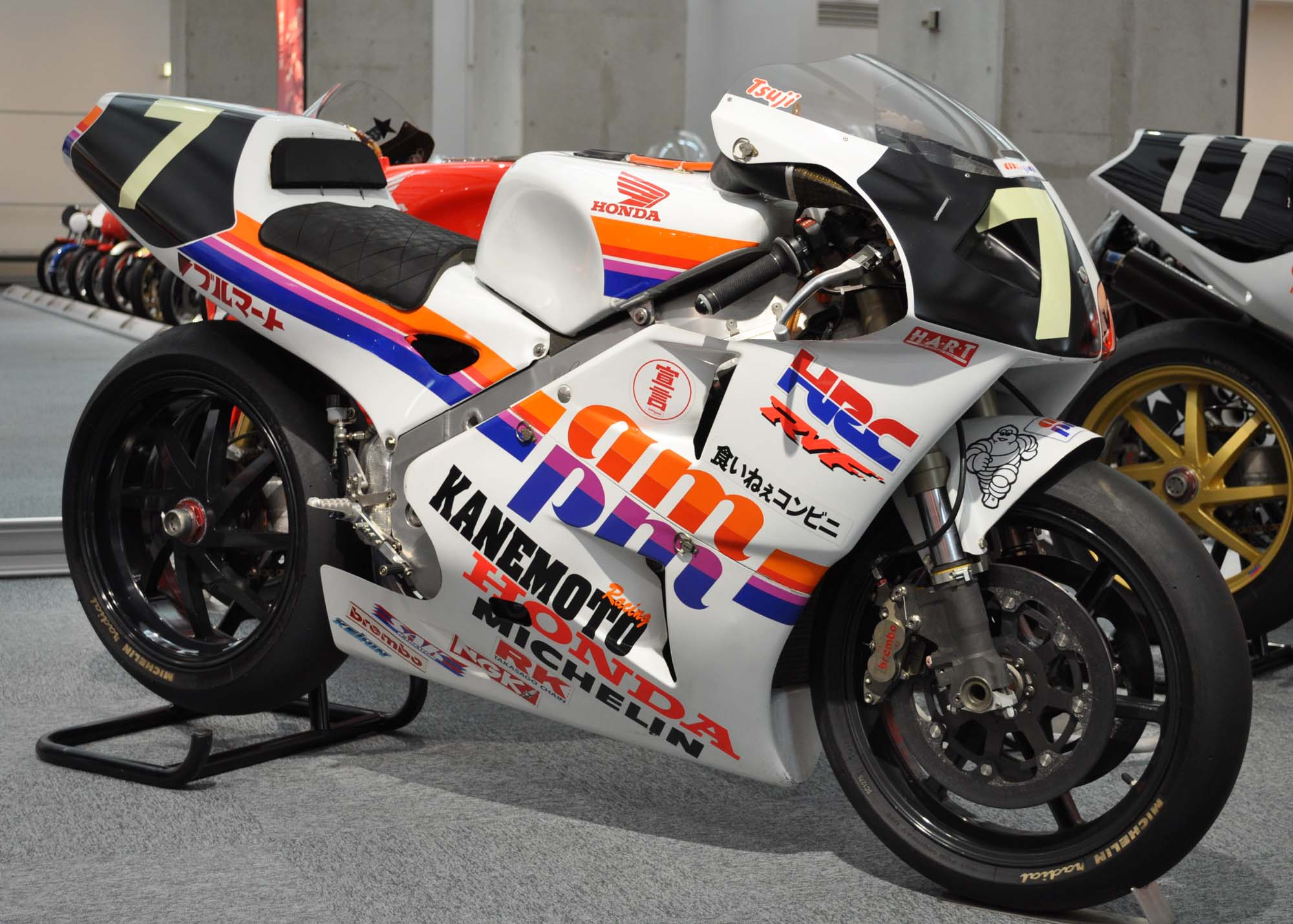
Honda RVF del 1993

L'esordio avviene alla 24 ore di Le Mans del 1985, gara fuori campionato, ma un difetto di progettazione provoca il ritiro di entrambe le moto schierate. Immediatamente risolto il problema, la RVF viene iscritta alla North West 200 con Joey Dunlop che conquista la vittoria.

La stagione prosegue ai massimi livelli: Dunlop vince tutte le prove del mondiale TT, mentre il team Honda France conquista il titolo mondiale Endurance con i piloti Patrick Igoa e Gérard Coudray.
Per il 1986 viene introdotta una RVF aggiornata, riconoscibile dal nuovo forcellone monobraccio: Dunlop si aggiudica nuovamente il mondiale TT-F1 e la Honda si riconferma nel mondiale Endurance vincendo tutte le prove in calendario. Inoltre a Suzuka debutta la terza versione della RVF caratterizzata da un nuovo motore, questa volta derivato dalla VFR 750F, che garantisce prestazioni ancora più elevate.
Nel 1987 la casa giapponese cambia la propria strategia, decidendo di schierare l'RVF solo in alcune gare endurance: a Le Mans, a Suzuka e al Bol d'Or. Vince le due gare francesi, ma senza la possibilità di riconquistare il titolo iridato. 
Per il mondiale TT la Honda invece sceglie di affidare a Joey Dunlop una moto sperimentale, basata sulla VFR 750F stradale, nell'ottica di sviluppare la futura RC30 e solo alla prova conclusiva del campionato, disputatasi a Donington Park e decisiva per l'assegnazione del mondiale, Dunlop ottiene infine la RVF ma non riesce a difendere il titolo, conquistato invece da Virginio Ferrari su Bimota.
A partire dal 1988 la RVF viene impiegata prevalentemente nell'endurance dove riconquista il titolo nel 1989 e nel 1990, con Alex Vieira, e continua a cogliere vittorie fino al 1992.
Nel mondiale TT la Honda preferisce invece puntare sulla nuova RC30: le moto di categoria Superbike stanno gradualmente soppiantando le F1, il cui massimo campionato viene dismesso alla fine del 1990 dopo tre anni di coabitazione con la serie rivale. Negli anni seguenti la RVF fa ancora alcune apparizioni saltuarie al Tourist Trophy; inoltre partecipa stabilmente al campionato giapponese TT-F1 che si disputa fino al 1993.
Il 1993, infine, è l'ultimo anno di attività della RVF: vince il Senior TT e ottiene un onorevole secondo posto alla 8 ore di Suzuka, dove viene schierata la massima evoluzione della moto, caratterizzata da una potenza di oltre 150 CV e un peso a secco di soli 145 kg. Nel 1994 anche il mondiale endurance si sarebbe adeguato al regolamento Superbike, pensionando definitivamente le moto di Formula TT.

## Palmarès
- 4 Campionati Mondiali Endurance: 1985 (Patrick Igoa, Gérard Coudray), 1986 (Patrick Igoa), 1989 e 1990 (Alex Vieira)
- 2 Campionati Mondiali Formula TT (F1): 1985 e 1986 (Joey Dunlop)
- 3 Campionati Giapponesi TT-F1: 1988 (Shoji Miyazaki), 1990 (Kenichiro Iwahashi), 1991 (Shoji Miyazaki)

Principali gare vinte:
- Senior TT: 1985, 1991, 1993
- Formula 1 TT: 1985, 1986, 1991
- 8 Ore di Suzuka: 1985, 1986, 1989, 1991, 1992
- Bol d'Or: 1985, 1986, 1987, 1988, 1989, 1990